# Gerhard Marcks
Gerhard Marcks (18 de fevereiro de 1889 — 13 de novembro de 1981) foi um escultor alemão, célebre por seus relevos em madeira, pinturas, litografias e esculturas cerâmicas.
Em 1907 Marcks foi um aprendiz de Richard Scheibe. Em 1914 casou com Maria Schmidtlein, e juntos tiveram seis filhos. Marcks participou na Primeira Guerra Mundial, que o deixou muito doente.
A partir de 1919 Marcks trabalhou como mestre de forma da oficina de cerâmica que ele próprio ajudou construir na Bauhaus, A escola alemã de arte e arquitectura em Weimar. Marcks já tinha experiência de cerâmica e ensinava também nas aulas, História da cerâmica. Em 1923, na exposição, as vendas da Oficina de Cerâmica foram dominadas por causa dos seus Bules produzidos em série pelo processo de fundição Lindig e Bogler, em que a forma explica o conceito de seriação. Este Atelier encerrou ainda em Weimar, por causa das dificuldades que a Bauhaus sofria entre os quais, falta de materiais, falta de espaço, ausência de um forno apropriado e tiveram um corte financeiro de 50%. Entre outros trabalhos do primeiro portfolio de Marcks na Bauhaus estão Die Katzen ("Os gatos") e Die Eule ("A coruja"), ambos gravuras em madeira. No início Marcks estava interessado em retratos de animal, mas rapidamente se voltou para o estudo da figura humana, e esta fascinou-o para o resto da sua vida.
A partir de Setembro de 1925, depois de a Bauhaus se ter mudado para Dessau, ele trabalhou na Kunstgewerbeschule (Escola de Artes Aplicadas) em Burg Giebichenstein, atualmente Halle an der Saale. Depois da morte do seu director, Paul Thiersch, Marcks substituiu-o. Ele ficou em Burg Giebichenstein até 1933 ano em que foi dispensado, como os seus trabalhos eram considerados degradantes pelos Nazis, alguns até foram exibidos na exposição Nazi de Arte Degradante em Munique. Marcks continuou na Alemanha durante a guerra (em Mecklemburgo) mas em 1937, vinte e quatro dos seus trabalhos foram confiscados e destruídos pelos Nazis. Ele foi proibido de fazer arte e foi inclusive ameaçado. Durante este tempo ele viajou pela Itália e ai fundou a Villa Massimo em Roma.
Em 1943 o seu estúdio em Berlim foi bombardeado e quase todas as suas obras foram destruídas. Depois da Segunda Guerra Mundial Marcks torna-se professor de escultura na Landeskunstschule (District School of Art) em Hamburgo, onde ele trabalhou quatro anos.
Uma exposição permanente dos trabalhos de Marcks é Gerhard Marcks Haus que têm estado em Bremen desde 1971.